# Said Belqola
Said Belqola (arabisch سعيد بلقولة, DMG Saʿīd Balqūla; * 30. August 1956 in Tiflet; † 15. Juni 2002) war ein marokkanischer Fußballschiedsrichter.
Er leitete das Endspiel der Fußball-Weltmeisterschaft 1998 zwischen Brasilien und Frankreich und war damit der erste afrikanische Schiedsrichter in dieser Funktion. Zudem war er der erste Schiedsrichter, der im WM-Finale einem Spieler (Marcel Desailly) die Gelb-Rote Karte zeigte.

## Leben und Wirken
Belqolas internationale Karriere begann, als er 1993 durch seinen Verband auf die FIFA-Liste gesetzt wurde. Er war unter den Schiedsrichtern der Afrika-Cups 1996 und 1998 und leitete bei beiden Turnieren je zwei Spiele. 1997 leitete er das Spiel zwischen Frankreich und England beim Tournoi de France. Beim WM-Turnier 1998 leitete er auch zwei Gruppenspiele (Deutschland gegen die USA und Argentinien gegen Kroatien).
Belqola wurde in Tiflet geboren und arbeitete in Fès als Zollbeamter. Er übergab den Ball des WM-Finales 1998 an den französischen Fußballverband gegen ein Entgelt, das er an lokale Wohltätigkeitsorganisationen in Tiflet spendete.
Belqola starb am 15. Juni 2002 nach langer Krankheit an Krebs. Er wurde in Tiflet beerdigt.